# Хейс, Марго
Марго Хейс (англ. Margo Hayes, родилась 11 февраля 1998 года в Боулдере, Колорадо, США) — американская скалолазка. Наиболее известна, как первая женщина, прошедшая маршрут сложности 9а+ (La Rambla, Сьюрана, Испания).

## Биография
Будучи гимнасткой, Марго начала заниматься скалолазанием в возрасте 10 лет и вскоре после этого в 2008 году присоединилась к Team ABC — молодёжной скалолазной программе в Боулдере.
26 февраля 2017 года Хейс стала первой женщиной, прошедшей маршрут категории 9а+ (La Rambla, Сьюрана, Испания). Но уже в ноябре 2017 года наиболее сложным скалолазным маршрутом, который прошла женщина, стал маршрут категории 9b (La Planta de Shiva в Вильянуэва-дель-Росарио, Испания, первопрохождение совершено Ангелой Айтер). Несмотря на то, что ещё две скалолазки — Асима Сираиси и Джосун Березиарту — покоряли 9а/9а+, прохождение Марго La Rambla является первым прохождением девушкой подтверждённого маршрута 9а+.
В составе национальной сборной США по скалолазанию Марго участвует во всех трёх дисциплинах скалолазания (трудность, скорость и боулдеринг) на соревнованиях, проводимых под эгидой Международной федерации спортивного скалолазания. В 2015 году на Молодёжном чемпионате мира в Арко (Италия) девушка взяла серебро в трудности и боулдеринге, пропустив вперёд Janja Garnbret из Словении.
На Молодёжном чемпионате мира 2016 года в Гуанчжоу (Китай) Марго выступала в юниорской категории, где выиграла в трудности и боулдеринге и заняла 15 место в скорости, в итоге став первой в общем зачёте. В том же году Хейс получила Golden Piton award от журнала Climbing Magazine за успешной прохождение 14 маршрутов категории 5.14 (8b+ и сложнее).

## Достижения
- IFSC World Youth Championships 2016 (общий зачёт, трудность и боулдеринг)
- USA Climbing: Sport & Speed Youth National Championships 2016
- IFSC World Youth Championships 2015 (трудность и боулдеринг)
- USA Climbing: Sport & Speed Youth National Championships 2015

## Известные восхождения
- 24 сентября 2017 года — первое женское прохождение маршрута Biographie[англ.] (9a+)[7].
- 26 февраля 2017 года — первое женское прохождение подтвержденного маршрута сложности 9a+ (La Rambla, Сьюрана, Испания)[8][9]. В 2015 году Асима Сираиси прошла два маршрута (Open Your Mind Direct R1 и Ciudad de Dios, Санта-Линья, Испания) которые сначала были оценены как 9а, возможно 9а+, но позже эти маршруты были оценены некоторыми скалолазами как 9а, и пока не достигнуто соглашение об их категории трудности[9][10].